# Concha Meléndez
Concha Meléndez (21 de enero de 1895-26 de junio de 1983) fue una educadora, poetisa y escritora puertorriqueña.

## Primeros años
Meléndez nació y creció en Caguas, Puerto Rico, donde recibió educación primaria y secundaria. Tras graduarse en el instituto acudió a la Universidad de Puerto Rico donde obtuvo su certificado como maestra. 
Meléndez se dedicó a la enseñanza al mismo tiempo que siguió sus estudios universitarios. En 1924, se graduó y marchó a Nueva York donde obtuvo un Master's Degree en 1926 de la Universidad de Columbia. Regresó a Puerto Rico donde se hizo profesora en la Universidad de Puerto Rico.
Meléndez más tarde fue a México donde trabajó en la Universidad Nacional de México (UNAM). En 1932, se convirtió en la primera mujer en la historia de México que obtuvo un Doctorado en Filosofía y Letras.

## Profesora Emérita
Cuando volvió a Puerto Rico, la Universidad de Puerto Rico le otorgó el título de Profesora Emérita en Literatura Hispanoamericana. Fue nombrada directora del Departamento de la Facultad de Estudios Hispánicos y Humanidades en la Universidad, un cargo que desempeñó entre 1940-1959. En 1964, Meléndez fue profesora visitante en la Middlebury School of Languages en Vermont. Concha Meléndez murió en San Juan, Puerto Rico el 26 de junio de 1983. En 1979 la Fundación Puertorriqueña de las Humanidades www.fphpr.org le otorgó el premio Humanista del Año convirtiéndola en la primera persona en recibir el mismo.

## Obras escritas
Las obras de Meléndez han sido reunidas en 15 volúmenes por la Editorial Cultural. Entre ellas están:
- Psiquis doliente (poesía, 1923)
- Amado Nervo (1926)
- La novela indianista en Hispanoamérica (1934)
- La inquietud Sosegada
- El arte del cuento en Puerto Rico (ensayo)
- Signos de Iberoamérica
- Entrada en el Perú
- Figuración de Puerto Rico y otros estudios
- José de Diego en mi memoria
- Literatuta Hispanoamericana (1967)
- Palabras para oyentes
- Personas y libros
- Literatura de ficción en Puerto Rico
- Moradas de poesía en Alfonso Reyes
- Asomante
- Hostos y la Naturaleza en América (ensayo)
- Poetas hispanoamericanos diversos (1971)